# 253. Infanterie-Division (Wehrmacht)
Die 253. Infanterie-Division (253. ID) war ein Großverband des Heeres der deutschen Wehrmacht im Zweiten Weltkrieg. 

## Geschichte
Einsatzgebiete
- Deutschland: September 1939 bis Mai 1940.
- Belgien und Frankreich: Mai 1940 bis April 1941.
- Polen: April bis Juni 1941.
- Ostfront, Zentralabschnitt: Juni 1941 bis Februar 1945.
- Polen (Oberschlesien) und Tschechoslowakei (Mähren): Februar bis Mai 1945.

| Datum                       | Armeekorps        | Armee     | Heeresgruppe | Schauplatz     |  |
| --------------------------- | ----------------- | --------- | ------------ | -------------- |  |
| September 1939              | in Marsch gesetzt | 5.        | C            | Eifel          |  |
| Oktober 1939                | XXVII             | 4.        | B            | Eifel          |  |
| Dezember 1939               | XXVI              | 6.        | B            | Niederrhein    |  |
| Januar 1940                 | Reserve           | 6.        | B            | Niederrhein    |  |
| Mai 1940                    | XXVII             | 6.        | B            | Belgien        |  |
| Juni 1940                   | Reserve           | –         | A            | Lille          |  |
| Juli 1940 bis Februar 1941  | XXIX              | 9.        | A            | Nordfrankreich |  |
| März bis April 1941         | Reserve           | 9.        | A            | Nordfrankreich |  |
| Mai 1941                    | XXVIII            | 16.       | C            | Ostpreußen     |  |
| Juni bis Juli 1941          | Reserve           | 16.       | Nord         | Litauen        |  |
| August 1941                 | L                 | 9.        | Mitte        | Welikije Luki  |  |
| September 1941              | XXIII             | 9.        | Mitte        | Welikije Luki  |  |
| Oktober 1941                | II                | 16.       | Nord         | Kalinin        |  |
| November 1941 bis Juni 1942 | XXIII             | 9.        | Mitte        | Rschew         |  |
| Juli 1942                   | XXVII             | 9.        | Mitte        | Rschew         |  |
| August 1942 bis März 1943   | XXIII             | 9.        | Mitte        | Rschew         |  |
| April 1943                  | XXVII             | 4.        | Mitte        | Jelnja         |  |
| Mai 1943 bis Juni 1943      | XXXIX             | 4.        | Mitte        | Jelnja         |  |
| Juli 1943                   | Reserve           | 4.        | Mitte        | Jelnja         |  |
| August 1943                 | XXXXI             | 2. Panzer | Mitte        | Orel           |  |
| September 1943              | XXXXVI            | 9.        | Mitte        | Brjansk        |  |
| Oktober bis Dezember 1943   | XXIII             | 9.        | Mitte        | Bobruisk       |  |
| Januar bis März 1944        | XXXXI             | 9.        | Mitte        | Bobruisk       |  |
| April bis Mai 1944          | LVI               | 2.        | Mitte        | Kowel          |  |
| Juni 1944                   | LVI               | 4. Panzer | Nordukraine  | Kowel          |  |
| Juli 1944                   | Reserve           | 4. Panzer | Nordukraine  | Cholm          |  |
| Juli 1944                   | LVI               | 4. Panzer | Nordukraine  | Weichsel       |  |
| Oktober 1944                | XXIV              | 1. Panzer | A            | Beskiden       |  |
| November bis Dezember 1944  | XI                | 1. Panzer | A            | Beskiden       |  |
| Januar 1945                 | XI                | 1. Panzer | A            | Beskiden       |  |
| Februar bis März 1945       | LIX               | 1. Panzer | Mitte        | Oberschlesien  |  |
| April 1945                  | XXXXIX            | 1. Panzer | Mitte        | Oberschlesien  |  |
| Mai 1945                    | Reserve           | 1. Panzer | Mitte        | Mähren         |  |

### Aufstellung
Die 253. ID wurde im August 1939 als Division der 4. Aufstellungswelle im Wehrkreis VI (Münster) aufgestellt. Aus dem Wehrkreis VI, welcher Westfalen, das nördliche Rheinland und ab 1940 das annektierte belgische Gebiet von Eupen und Malmedy umfasste, kamen von 1939 bis 1945 88 % der Mannschaften der Division. Die Division trug deshalb den Zusatz rheinisch-westfälische 253. Infanteriedivision.

### Westwall
Nach ihrer Aufstellung wurde sie im September 1939 zum Grenzschutz an die deutsche Westgrenze verlegt und dort ausgebildet. 

### Westfeldzug
Im Mai und Juni 1940 nahm die Division am Westfeldzug teil. Über Belgien marschierte die Division nach Frankreich. Im Raum Lille war sie in schwere Kämpfe verwickelt. 

### Besatzungstruppe Frankreich
Die Einheit verblieb als Besatzungstruppe in Frankreich. 

### Unternehmen Barbarossa
Ein Jahr später, im Juni 1941, nahm die 253. ID am Unternehmen Barbarossa teil und marschierte als Teil der 9. Armee (Wehrmacht) der Heeresgruppe Nord durch Litauen und Lettland bis zum Oberlauf der Wolga und dem vergeblichen Angriff auf Moskau.

### Rschew
Am Frontbogen von Rschew wurde die Division in mehrere Sommer- und Winterschlachten verwickelt, die sich um die deutschen Stellungen abspielten.
Im März 1943 nach dem Unternehmen Büffelbewegung und dem kontrollierten Rückzug aus dem Raum um Rschew, wurde die 253. ID weiter südlich bei Orel eingesetzt, wo sich die deutschen Truppen ab Ende 1943 nach der erfolgreichen Orjoler Operation der Roten Armee zurückzogen. 

### Kapitulation
Im Mai 1945 kapitulierte die 253. ID vor der US-amerikanischen Streitkraft in der Nähe von Prag bei Deutsch Brod. 
Von 1941 bis 1945 war die 253. ID nahezu ununterbrochen in Kampfhandlungen verwickelt, bis sie in der Tschechoslowakei in Kriegsgefangenschaft geriet.

## Gliederung
- Infanterie-Regiment 453
- Infanterie-Regiment 464
- Infanterie-Regiment 473
- Artillerie-Regiment 253[2]
- Panzerjäger-Abteilung 253
- Aufklärungs-Abteilung 253
- Pionier-Bataillon 253
- Nachrichten-Abteilung 253
- Nachschubstruppen

## Personen
| Dienstzeit                         | Dienstgrad      | Name                        |
| ---------------------------------- | --------------- | --------------------------- |
| 1. September 1939 bis 7. März 1941 | Generalleutnant | Fritz Kühne                 |
| 7. März 1941 bis 18. Januar 1943   | Generalleutnant | Otto Schellert              |
| 18. Januar 1943 bis 17. Juni 1944  | Generalleutnant | Carl Becker                 |
| 17.–28. Juni 1944                  | Generalmajor    | Hans Junck (m.d.F.b.)       |
| 28. Juni 1944 bis 5. Mai 1945      | Generalleutnant | Carl Becker                 |
| 5.–8. Mai 1945                     | Generalmajor    | Joachim Schwatlo-Gesterding |

| Dienstzeit                             | Dienstgrad     | Name                    |
| -------------------------------------- | -------------- | ----------------------- |
| 26. August bis 20. Oktober 1939        | Oberstleutnant | Walther von Hünersdorff |
| 23. Oktober 1939 bis 1. Juli 1940      | Major          | Kurt von Einem          |
| 1. Juli 1940 bis 30. Juli 1941         | Major          | Franz Schlieper         |
| 30. Juli 1941 bis 20. Januar 1943      | Major          | Ernst Lenné             |
| 20. Januar bis 5. November 1943        | Oberstleutnant | Hans-Joachim Ludendorff |
| 5. November 1943 bis 25. Dezember 1944 | Oberstleutnant | Josef Weber             |
| 25. Dezember 1944 bis 1945             | Major          | Siegfried Dönges        |

## Auszeichnungen
Die 253. Infanterie-Division wurde dreimal im Wehrmachtbericht erwähnt. Am 27. März 1942 meldete der Wehrmachtbericht: „Die rheinisch-westfälische 253. Infanteriedivision hat in wochenlangen härtesten Abwehrkämpfen 120 zum Teil mit Panzern unterstützte Angriffe des Feindes zurückgeschlagen und die Masse mehrerer sowjetischer Divisionen vernichtet.“ Der Divisionskommandeur verkündete der Division noch am gleichen Tag in einem Aufruf die Nennung im Wehrmachtbericht. Schellert hatte in einem Zustandsbericht vom 13. März 1942 die Anerkennung und Erwähnung der Division mit Zusatz rheinisch-westfälische, welche in schwersten Kämpfen stand, in einer öffentlichen Verlautbarung gefordert. Am 24. Oktober 1943 meldete der Wehrmachtbericht: „An den Abwehrerfolgen im mittleren Frontabschnitt haben das XXXIX. Panzerkorps unter Führung des Generals der Artillerie Martinek und die rheinisch-westfälische 253. Infanteriedivision unter Führung des Generalleutnants Becker besonderen Anteil.“ Am 10. Oktober 1944 kam die Meldung: „Die rheinisch-westfälische 253. Infanteriedivision unter Führung des Ritterkreuzträgers Generalleutnant Becker hat sich in der Schlacht um die Ostbeskiden hervorragend geschlagen.“
Insgesamt 40 Angehörige der 253. Division wurden ins Ehrenblatt des Deutschen Heeres aufgenommen. 104 unter ihnen erhielten das Deutsche Kreuz in Gold und 23 das Ritterkreuz des Eisernen Kreuzes.

## Kriegsverbrechen
Christoph Rass schildert in seinem Buch „Menschenmaterial“ die Verbrechen der Wehrmacht, die zunehmende Verrohung und Gewalttaten gegen die Zivilbevölkerung in der besetzten Sowjetunion, anhand von Berichten der 253. ID. Der Kriegsgerichtsbarkeitserlass von 1941 hob die Verfolgung von Straftaten gegen die Zivilbevölkerung weitgehend auf. Mord an Zivilisten wurde nur in Einzelfällen mit mehrtägigen Arreststrafen geahndet. Während des Vormarsches 1941 bildeten Teile der 253. Infanterie-Division die Angriffsspitzen. Im Umfeld der Gefechte wurden Gefangene ermordet und vermeintliche Partisanen exekutiert. Die Angehörigen der Division wurden Zeugen von Gefangenentötungen durch die SS oder Polizeieinheiten, woran sie sich beteiligten. Während die Einheiten an der Spitze rotierten, säuberten die Kampftruppen der 253. ID das Hinterland. Gemeinsam mit SS, Geheimer Feldpolizei und Einsatzgruppen waren Verbände der 253. ID auch Bestandteil eines mobilen Terrorapparates. Ein halbes Jahr nach Beginn des Russlandfeldzugs meldete die Division 230 getötete vermeintliche Partisanen. Diese setzten sich in der Regel aus versprengten Soldaten der Roten Armee, Zivilisten, politischen Kommissaren und Juden zusammen. Hinter den Kampftruppen folgten Nachschubeinheiten, Reserven und Logistikeinheiten der 253. ID. Diese übernahmen die Ausplünderung der besetzten Gebiete. Mit dem Übergang zum Stellungskrieg etablierte die 253. ID auf ihrem vorgesehenen Abschnitt von etwa 40–90 Kilometern Breite und 15–25 Kilometern Tiefe eine permanente Besatzungsstruktur zur Sicherung des Gebietes und zur wirtschaftlichen Ausbeutung. Im eigentlichen Rückzugsgebiet der Division, hinter dem etwa fünf Kilometer tiefen Kampfabschnitt, unternahmen die Einheiten der 253. ID auch politische Aufgaben. Diese äußerten sich in der Kennzeichnung der jüdischen Bevölkerung und der routinemäßigen Zusammenarbeit mit SD und Geheimer Feldpolizei. Im Krieg gegen die Partisanen wurde das Festsetzen von Geiseln, Vergeltungsmaßnahmen gegen Dörfer und deren wirtschaftliche Ausbeutung zum Prinzip. Ab dem Spätsommer 1941 erfolgte der Einsatz von Zwangsarbeitern zur Minenräumung. Die 253. ID stellte hierzu Arbeitskommandos zur Minenräumung und Munitionstransport auf. Die Arbeitskommandos bestanden aus Frauen und Männern zwischen 14 und 60 Jahren. Fehlte einer der eingesetzten Zivilisten beim morgendlichen Appel, wurden die anwesenden Menschen erschossen, die die darauffolgende und vorherige Nummer besaßen. Ersatz für Sterbende und arbeitsunfähige Gefangene bezog die Division aus nahegelegenen Kriegsgefangenenlagern.
Ab dem Rückzug im Jahr 1943 wurde konsequent das Prinzip der „verbrannten Erde“ mit katastrophalen Folgen für die russische Bevölkerung angewandt. Allein beim Rückzug 1942 und 1943 verwüstete die 253. ID eine Fläche von 5000 km². Im März 1944 deportierten Verbände der 9. Armee der Wehrmacht, darunter neben der 35. ID auch die 253. ID, 46.000 weißrussische Zivilisten in das „Niemandsland“ zwischen der deutschen und der sowjetischen Hauptkampflinie, konkret in die improvisierten Todeslager Osaritschi, südlich der Stadt Bobrujsk. Bei diesem Kriegsverbrechen wurden etwa 9000 Zivilisten ermordet. Sie sind durch Erschießen, Verhungern, Seuchen und Krankheit zu Tode gekommen.